# Trisomie 12
Die Trisomie 12 ist eine durch das dreifache (trisome) Vorliegen von Erbmaterial des 12. Chromosoms verursachte Behinderung auf der Grundlage einer Genommutation.

## Formen
- Freie Trisomie 12: Typus, bei dem in allen Körperzellen Chromosom 12 komplett dreifach vorliegt.

- Translokations-Trisomie 12: Typus, bei dem in allen Körperzellen das Chromosom 12 dreifach vorliegt. Eines der drei Chromosomen 12 oder ein Teil davon hat sich jedoch an ein anders Chromosom angelagert. Dieser „Ortswechsel“ eines Chromosoms oder eines Chromosomenstücks wird in der Genetik als Translokation bezeichnet.

- Mosaik-Trisomie 12: Typus, bei dem nicht in allen Körperzellen das Chromosom 12 dreifach vorliegt, sondern gleichzeitig eine Zelllinie mit dem üblichen diploiden Chromosomensatz zu finden ist. Das Vorliegen mehrerer Karyotypen innerhalb eines Organismus wird in der Genetik als Mosaik bezeichnet.

- Partielle Trisomie 12: Typus, bei dem ein Chromosomenabschnitt von einem der beiden Chromosomen 12 verdreifacht vorliegt. Die Chromosomen sind zwar wie üblich zweifach in allen Körperzellen vor, allerdings ist ein Teil (Part) eines der beiden Chromosomen 12 verzweifacht, wodurch eines der Chromosomen etwas länger ist als das andere. Die Erbinformationen in diesem Abschnitt liegen somit insgesamt dreifach vor.

Weitere durch Trisomie ausgelöste Syndrome siehe dort.